# Jakub Jan Ryba

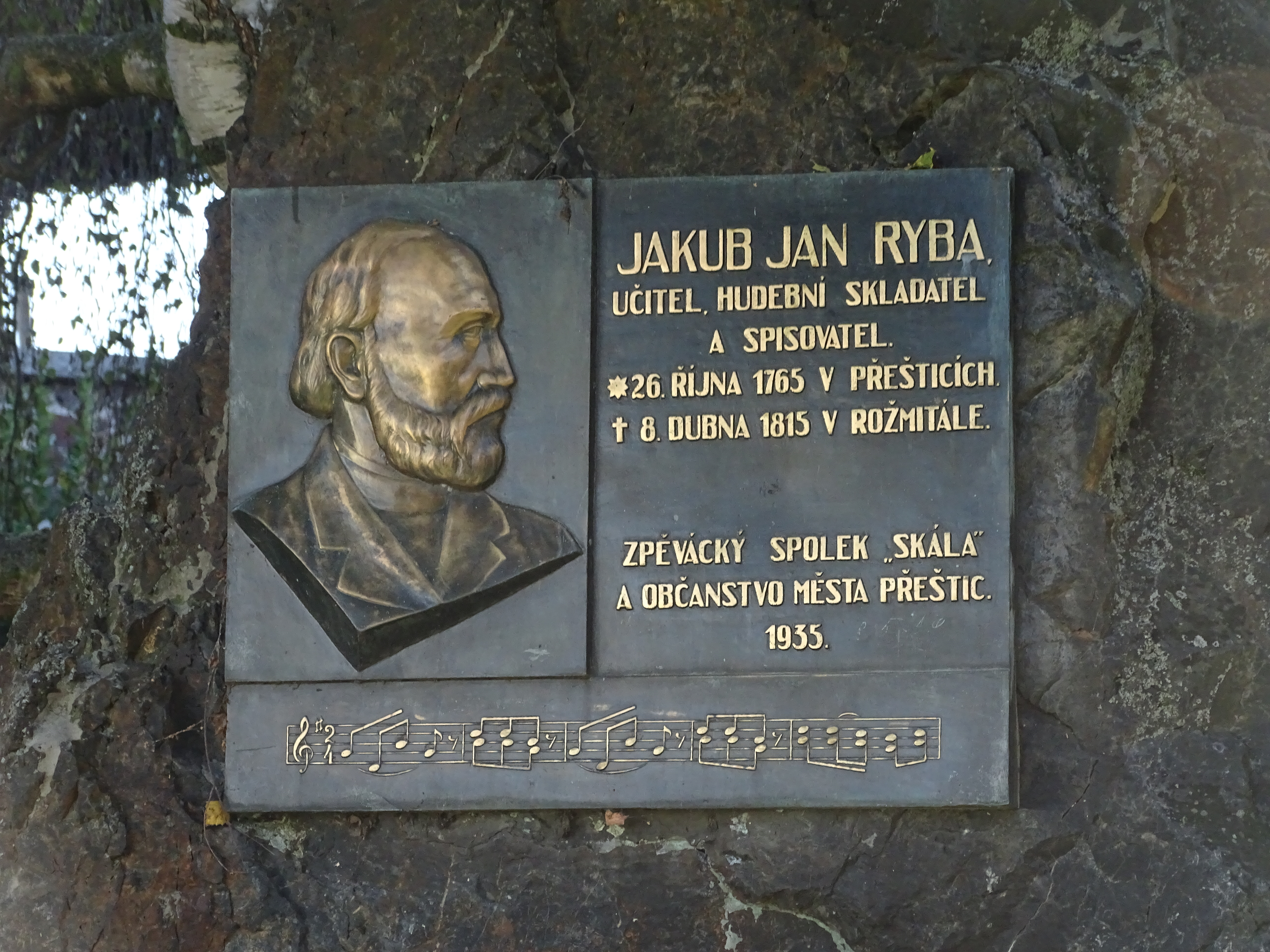
Pomník Jakuba Jana Ryby v Přešticích

Jakub Jan Ryba, křtěný Jakub Šimon Ryba (26. října 1765 Přeštice – 8. dubna 1815 Voltuš), byl český hudební skladatel a pedagog přelomu klasicismu a romantismu. Sbíral lidové písně a sepsal je do sborníků českých písní. Jeho nejslavnější, dodnes nejhranější a nejpopulárnější skladbou pro vánoční období je Česká mše vánoční.

## Biografie

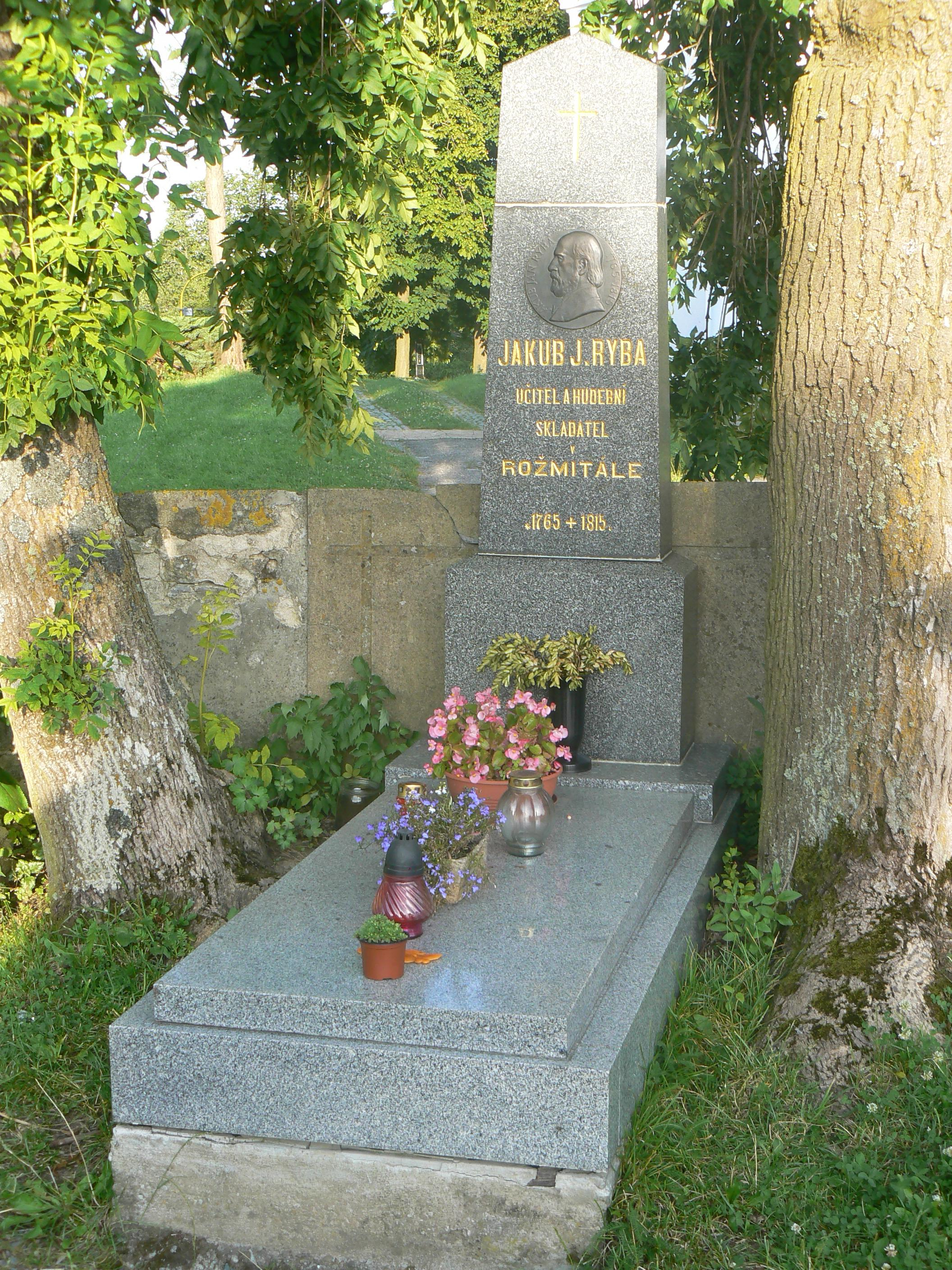
Hrob Jakuba Jana Ryby na hřbitově farního kostela Povýšení sv. Kříže ve Starém Rožmitále

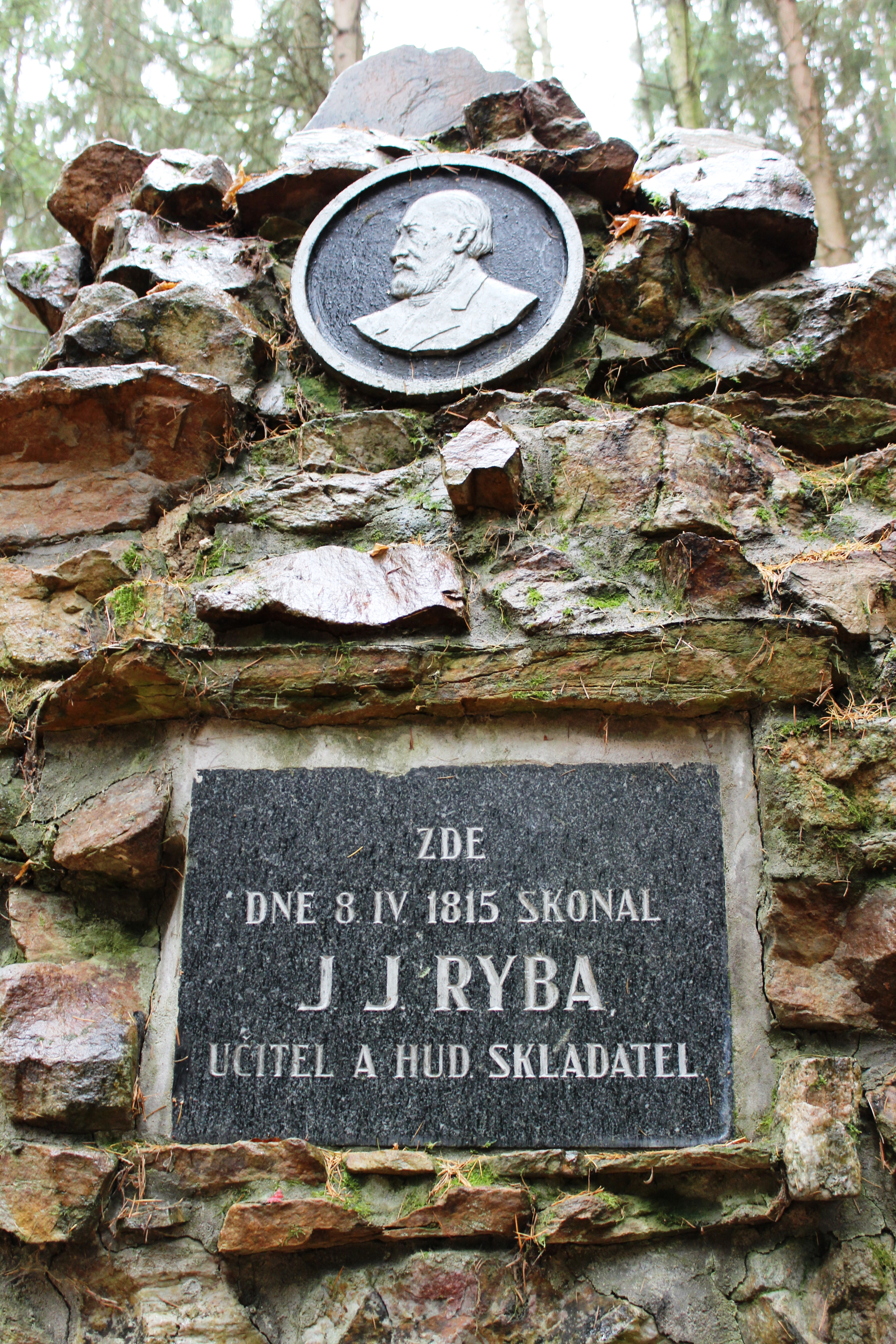
Mohyla Jakuba Jana Ryby u Voltuše

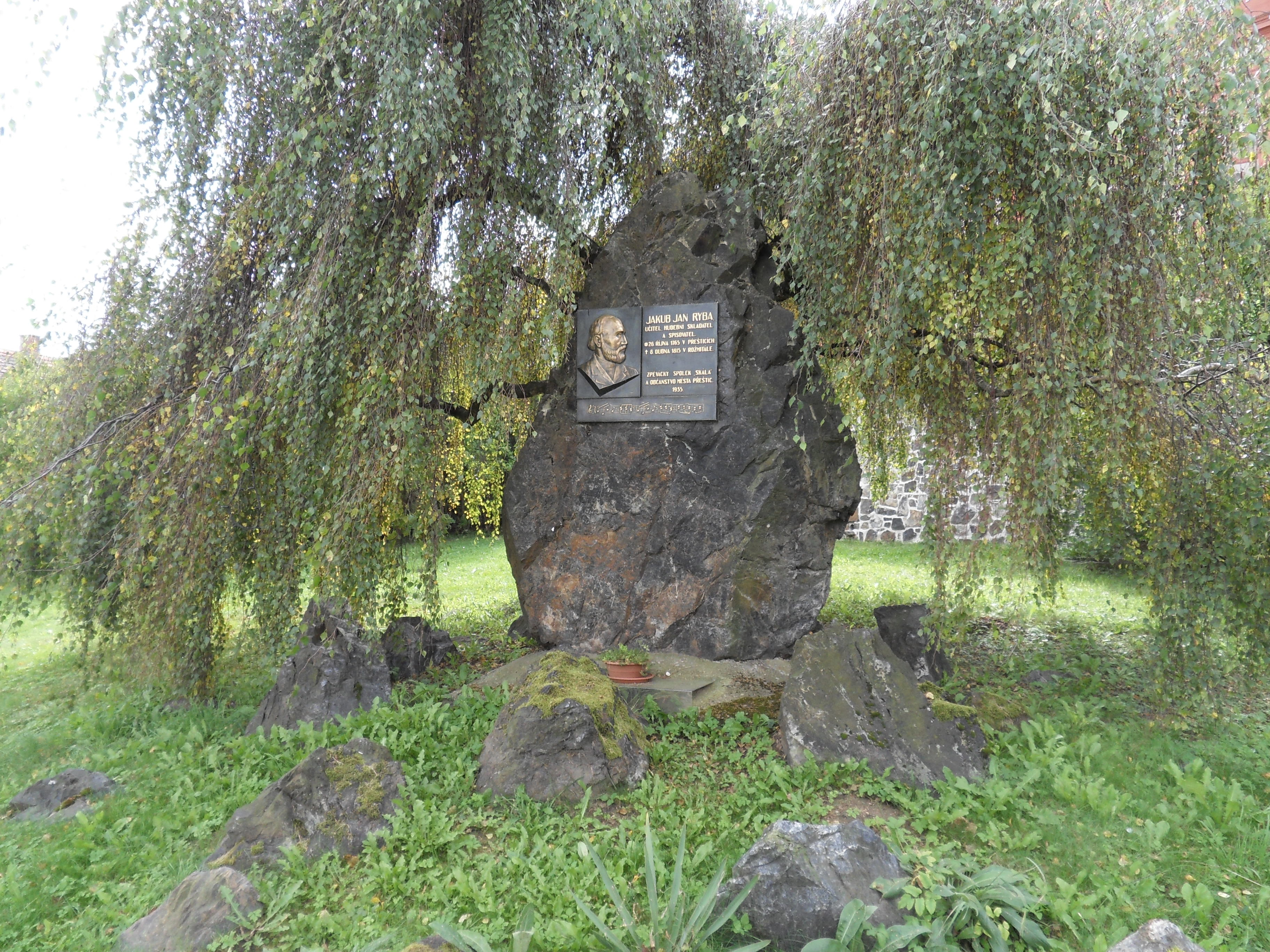
Pomník Jakuba Jana Ryby v Přešticích

Pocházel z chudé rodiny učitele a varhaníka Jakuba Ryby (1732–1792). Jeho otec byl dva roky podučitelem v Rožmitále (okolo r. 1750), poté učil ve Volyni a poté byl učitelem v Přešticích, kde se oženil s Rosalií Karníkovou (1738–1786) s níž měl šest dětí. Jako druhorozený se 26. října 1765 narodil syn Jakub Šimon. Ryba na své dětství vzpomínal s láskou. V útlém věku byl vychováván prarodiči Janem Karníkem a Kateřinou rozenou Stachovou, kteří měli malého Jakuba velmi rádi. Na vnukovu výchovu měli oba příznivý vliv, zejména dědeček, který studoval filozofii v Praze. Prvního vzdělání se mu tak dostalo v rodině, kde od počátku ukazoval nadání pro studium a hudební talent. Rybův otec byl mírné a neprůbojné povahy. I přes své vzdělání zůstal celý život pouhým podučitelem, což pro rodinu znamenalo, že nikdy neměla příliš peněz. 
V roce 1770 se rodina přestěhovala do Nepomuku, kde Rybův otec kromě místa podučitele vykonával i funkci varhaníka, což slibovalo lepší existenční podmínky. Rybovi se stěhovali v těžkém období nedostatku a hladu vlivem špatné úrody a situace se záhy ještě zhoršila, když se objevil mor. Malý Jakub nesl těžce odloučení od milovaných prarodičů, ale i nadále se věnoval rozvíjení svého hudebního talentu. Už jako osmiletý uměl velmi dobře hrát na klavichord a učil se na housle a varhany. Hudebně se vzdělával především doma, protože nepomucká škola byla tehdy v otřesném stavu. Ryba její stav trefně a úsměvně vylíčil ve veršovaném dopise svému příteli v roce 1806. Zmíněný kantor Strejček byl nadřízeným jeho otce, k němuž cítil velkou zášť a zasedl si i na jeho syny. Ryba tak chodil do školy s velkou nechutí. Doma jej otec učil na housle a klavír, na kostelním kůru se učil základům hry na varhany. Později od otce získal základy hudební teorie a generalbasu. Od devíti let zpíval druhý alt a o rok později již první.
Od roku 1780 studoval s finanční pomocí svého strýce Jana Vaněčka v Praze na piaristickém gymnáziu. Přestože studia nedokončil a na jaře 1784 ze školy odešel, získal značný rozhled a vzdělání (kromě češtiny a samozřejmé němčiny četl francouzsky, italsky, latinsky i řecky). Na škole se také stal přívržencem osvícenské ideologie. Kromě toho také hodně komponoval. Z roku 1784 pochází jeho houslový koncert F dur a pastorální mše D dur.
Po pěti letech jej však otec povolal do Nepomuku, kde se uvolnilo místo učitele. Aby Ryba získal potřebnou kvalifikaci a mohl se o místo ucházet, musel v zimě 1784/1785 v Praze absolvovat učitelský kurs, tzv. preparandii. Po příjezdu do Nepomuku ale zjistil, že obec mezitím přijala jiného kandidáta, kancelistu Petáka. Ten ale na místě dlouho nevydržel a Ryba dostal na zkoušku šanci. Působení na nepomucké škole však bylo pouhou epizodou, protože se mladý učitel připojil k jakémusi hanopisu o morálce tamějších paní a dívek.
V lednu 1786 zemřela Rybova matka, dva roky nato se jeho otec znovu oženil. Na jaře 1786 napsal příbuzný rodiny, Josef Jan Jakoubek, ředitel kůru a správce školy v Mníšku pod Brdy, Rybovu otci dopis, v němž mu nabídl, aby u něj jeho syn Jakub Jan nastoupil na místo pomocníka. Po dlouhém váhání nakonec Jakub Jan místo přijal. Během mníšeckého pobytu složil mj. slavnostní mši D-dur, hymnus Ista Confessor a pastorální Credo.
Koncem roku 1787 se Ryba dozvěděl, že se uvolnilo místo učitele v Rožmitále pod Třemšínem. Rozhodl se místo přijmout a 11. února 1788 byl jmenován provizorním učitelem. Zde byl doposud kantorem a ředitelem kůru Ondřej Poddaný, dříve městský písař. Stal se známým jako komponista, jeho duchovní hudba se v opisech dostávala i do Prahy. Když jedenašedesátiletý kantor onemocněl, byl mu přidělen právě Ryba. Když byl Poddaný penzionován, převzal Ryba s účinností od 23. května 1788 jeho místo skutečného učitele, které zastával až do své smrti v roce 1815.

### Učitel v Rožmitále
Lesku Prahy Rožmitál nedosahoval ani zdaleka. Byly zde stále znát následky morové epidemie (1771–1772), kdy zemřelo 1450 lidí. Zdejší hlavní obživou bylo pastevectví, pěstování obilí, cvočkařství, dobývání chudé železné rudy, práce v lese a v železných hutích. Blahobyt nepřinášela ani řemesla a valná většina obyvatel žila v nuzné bídě. Nad tím vším se tyčil mohutný arcibiskupský zámek. Beznaděj, upadlou morálku, opilství, nevzdělanost a zanedbanou hygienu, to vše chtěl Ryba změnit. Když přišel do Rožmitálu, našel školu v žalostném stavu. Zchátralá stavba z roku 1686 stála na hraně městského příkopu. Měla kamenné přízemí a roubené patro. Vedle skromného bytu kantora tu byly dvě nevelké třídy a v jedné z nich byla postel pomocníka, protože ten svou místnost neměl. Do školy teklo a Ryba si později mnohokrát stěžoval, že si musí přestavovat stůl, aby mu nekapalo na noty. Dětí školou povinných bylo sice 300, ale do školy nechodila ani čtvrtina – jen 67. Děti seděly všechny pohromadě, nebyly rozděleny podle věku ani vědomostí. Ryba je ihned rozdělil na dvě třídy. V první třídě učil pomocník Kašpárek, v druhé třídě vyučoval sám Ryba. Dbal, aby děti chodily do školy často, pilně a rády. Brzy poté se počet dětí ve škole zdvojnásobil a stále vzrůstal. Za jeho působení ve škole v Rožmitále se Rybovi dostalo už po třech letech uznání krajského úřadu – ten pochválil Rybovu práci. Ryba také hned na začátku svého působení v Rožmitále založil školní knihovnu. Ta v roce 1811 čítala 45 svazků českých i německých spisů pro mládež. Roku 1788 Ryba založil nedělní školu pro dospívající mládež, ale pro neporozumění rodičů už v příštím roce zanikla a nepovedlo se ji obnovit. Ryba také snil o založení průmyslové školy, kde by se hoši učili polnímu hospodářství, lukařství a sadařství; dívky pletení, šití a předení. Tento sen ale neuskutečnil a za svou snahu sklidil i mnoho posměchu.
S ústrky a mnohým příkořím se potýkal po celý zbytek života. Ryba měl spory s rodiči svých žáků. Někteří mu chodili do školy bezostyšně nadávat a často k tomu zneužívali i autoritu faráře. Cítili se dotčeni Rybovými nároky. Protivný jim byl Ryba i svou důsledností, s níž trval na dodržování pravidel a na svých právech. Ve svém deníku si Ryba v zápisu z 13. října 1789 poznamenal charakteristickou příhodu: Jakýsi venkovan přišel před školu, nadával a hlasitě vykřikoval, že školu nikdy nepotřeboval a ani jeho děti ji potřebovat nebudou. Jeho práci mu ovšem především ztěžovali vrchnostenští úředníci na zámku a farář. Farář byl rád, že sám umí trochu číst, psát a počítat. Najednou se objevil někdo, kdo ovládal tři cizí jazyky, zaváděl do školy nevídané novoty, byl vynikající regenschori a dokonce skládal hudbu. Byli zvyklí na patolízaly se shrbeným hřbetem a najednou se objevil někdo, kdo se ponižovat nedal. Po smrti faráře Kašpara Zachara v roce 1803 (tomu pak Ryba složil Truchlozpěv při pohřbu ctěného pana faráře K. Zachara), žil s novým farářem Františkem Česaným ve vzácné shodě. Později žil a skládal v bídě – místo venkovského učitele v lidech nevzbuzovalo autoritu, zejména po rakouském státním bankrotu v roce 1811 se jeho reálný příjem hluboko propadl – avšak v této době složil svoji nejznámější vánoční mši, Českou mši vánoční z roku 1796. Má český text, protože Ryba byl toho názoru, že „z latinsky zpívaných žalmů nemá náboženský užitek ani zpívající, ani poslouchající“. I další svá díla psal s českým textem. Populární byly také jeho písně, např. Spi má zlatá boubelatá. V 19. století byla otištěna v celkem padesáti šesti českých zpěvnících. Uznání rožmitálských pánů nevzbudil ani dopis z Plzně, ve kterém bylo Rybovi sděleno, že ho město Plzeň jmenuje svým čestným občanem a k tomu přidává 100 zlatých. Podnětem pocty byla rozsáhlá duchovní skladba, kterou Ryba věnoval zdejšímu děkanskému chrámu. Závist rožmitálských tak pokračovala dál. Stačilo pokárání sládkova syna ve škole a sládek sám se cítil dotčen. Odepřel Rybovi dodat příděl piva, který byl součástí jeho deputátu. Jindy se zase urazil ředitel arcibiskupského panství, protože si učitel dovolil zařadit jeho dcery do průvodu dětí poblíž jim nerovné chasy. Nepřízeň pana ředitele Prokopa Pokorného již něco znamenala. Dne 19. ledna 1809, když se jednalo o příspěvky obcí na školu, Pokorný Rybu odbyl a s křikem mu ukázal dveře. Pak ho žaloval u krajského soudu za nepříslušné chování. Na podzim roku 1810 se Ryba snažil varovat své spoluobčany, aby se nepouštěli do křížku s vrchností, když se snažili vymoci si pohřeb oblíbeného arcibiskupa Salma v Rožmitále. Tato snaha přerostla v rebelii, která skončila ponižujícími tělesnými tresty na nádvoří rožmitálského zámku a uvězněním rychtáře v Praze.

### Smrt
Dne 8. dubna roku 1815 se Ryba jako obvykle vydal na ranní mši do kostela Povýšení svatého Kříže ve Starém Rožmitále, kde všem, kteří ho toho dne viděli, připadal klidný a vyrovnaný. Když ho delší dobu nikdo neviděl, začali po něm pátrat. Jeho nejstarší syn Josef Arnošt Ryba si zapsal do deníku, že je dosavadní pátrání po otci marné. Třetího dne vyšli skoro všichni lidé z Rožmitálu, aby prohledali celou okolní krajinu. Rybu našli 10. dubna v lese Štěrbina nad Voltuší, mezi hustým houštím. Břitvou si podřezal tepny na krku a obou zápěstích. V jeho blízkosti leželo Senecovo pojednání De tranqiuilitate animi (O klidu duševním). Josef Arnošt si také poznamenal, že v předvečer osudného dne byl jeho otec zádumčivý a nemluvný, zůstal dlouho vzhůru a spálil mnoho písemností.
Rybův čin mohl mít důvod v dlouhodobé vyčerpanosti, depresích, obtížné ekonomické situaci rodiny, trýznivém fyzickém onemocnění (trpěl zlatou žilou), neutěšených vztazích nekonformního učitele k nadřízeným a také ve vlivu stoické filozofie, která sebevraždu za jistých okolností schvalovala jako eticky žádoucí (Ryba patřil mezi vášnivé čtenáře Senecy). Informace o výše zmíněném zdravotním stavu se však objevuje až v době exhumace Rybova těla ze starého morového hřbitova, historička Ústavu českých dějin FF UK doc. Daniela Tinková proto upozorňuje na fakt, že mohlo jít ze strany pozůstalých pouze o snahu zdůvodnit přenos ostatků na řádný hřbitov. Podle dokumentu objeveného teprve na přelomu tisíciletí mohl být poslední kapkou fakt, že rožmitálský farář pravděpodobně ustoupil od rozjednané opravy kostelních varhan, které tou dobou byly rozladěny a v žalostném stavu. Nalezený rozpočet na opravu varhan je datován den před Rybovou smrtí a je podepsán pouze varhanářem, nikoliv farářem jako objednatelem.

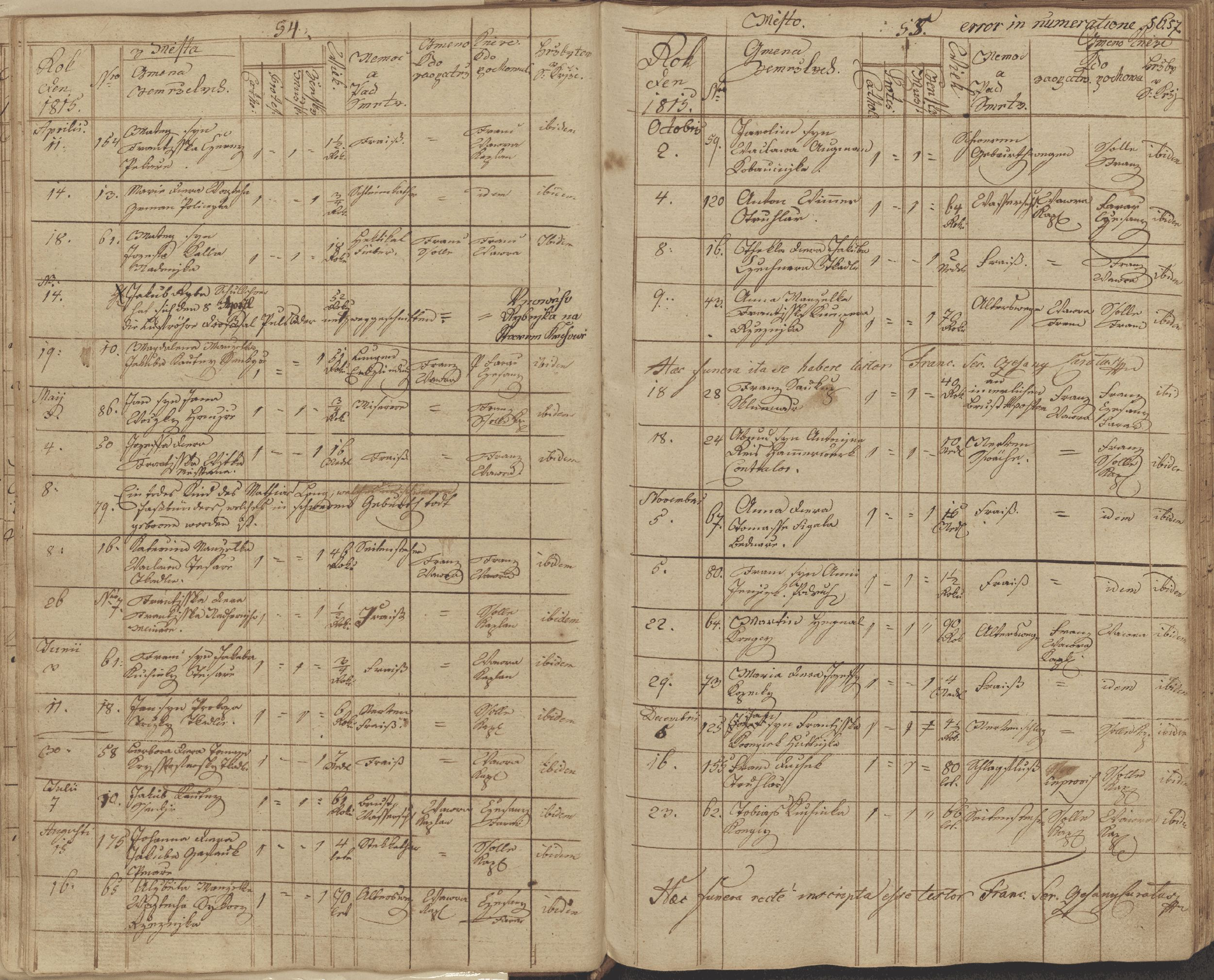
Matriční zápis o úmrtí Jakuba Jana Ryby. 1815 (SOA Praha)

V době Rybovy smrti již nebylo pohřbívání sebevrahů do posvěcené půdy řádného hřbitova neobvyklé, v kontextu nakládání se sebezabitými v dané lokalitě se naopak zakopání Rybova těla na odlehlém morovém hřbitově severozápadně od Starého Rožmitálu, patrně bez přítomnosti duchovního, jeví jako neobvykle přísné a ojedinělé. Podle staršího výzkumu archivářky Věry Smolové se ovšem ukazuje, že o ostatních sebevrazích v okolí bylo do matričních knih zapsáno, že se například utopili v záchvatu nepříčetnosti a nemohli tak být odpovědní za své skutky. Pak byli pohřbeni někde vzadu u hřbitovní zdi, stejně jako novorozeňata zemřelá bez křtu, ale nikdy nebyli vyobcováni na vzdálený morový hřbitov jako Jakub Jan Ryba, který byl exemplárně potrestán, neboť jako veřejný činitel měl být ostatním příkladem, čemuž v tomto případě nedostál. Teprve v roce 1855, z podnětu jeho syna Josefa Arnošta Ryby, univerzitního profesora a očního lékaře, se farář Jan Fähnrich postaral o přenesení ostatků na starorožmitálský hřbitov. Následně pak na místě jeho smrti v lese nad Voltuší postavili v roce 1854 lesní dělníci kamenný křížek, v roce 1933 doplněný kamennou mohylou, která zde stojí dosud. Vedle mohyly se nachází i pomník k 50. výročí vzniku Československa. Roku 1888 nechal na Rybově hrobě ve Starém Rožmitále vztyčit pomník místní Literární spolek pod vedením Adolfa Růžičky. Fiktivní portrét Jakuba Jana Ryby od Marie Uchytilové Kučové byl doplněn až v 60. letech 20. století na popud řezbáře Václava Kotrbatého. Poblíž hrobu svého otce nalezl místo posledního odpočinku i syn Josef Arnošt Ryba.

## Rodinný život
Dne 26. července 1790 se Jakub Jan Ryba v kostele Nanebevzetí Panny Marie v Třebsku, oženil s Annou Laglerovou (1769–1823), dcerou Jana Laglera, rožmitálského purkrabího. Byl otcem třinácti dětí, z nichž přežilo sedm. Jedním z jeho synů byl i významný český oftalmolog prof. MUDr. Josef Arnošt Ryba (1795–1856). Josef Arnošt měl tři dcery, syna Josefa Mikuláše a adoptovanou dceru své ženy, Rosalii. Z jeho dětí založila rodinu pouze dcera Gabriela, která se provdala za Františka Augustina Slavíka, který sepsal Rybův životopis a vydal jeho rodinný deník.
Po Rybově smrti se jeho žena Anna znovu provdala za devětadvacetiletého Rybova školního pomocníka Antonína Štědrého, aby zabezpečila své děti.

### Děti
Jakub Jan Ryba měl se svojí ženou Annou 13 dětí. Ze sedmi z nich, které se dožily dospělosti, založily rodinu pouze čtyři – syn Josef Arnošt a dcery Filipa, Marie a Klementina. Linie rodu pokračuje až dodnes v potomcích dvou nejmladších Rybových dcer.
- Ambrož (1791–1796) – zemřel v dětském věku na „bouli v krku“
- Jakub (1793–1795) – zemřel v dětském věku na spálu
- Josef Jakub Jan Arnošt (1795–1856) – oftalmolog, děkan lékařské fakulty v Praze
- Vilém Josef Alexander Prosper (1797–1822) – studoval v Plzni a v Praze a poté vedl po otci školu; měl bouřlivou povahu, nechal se naverbovat k regimentu; zemřel ve Veroně ve věku 25 let
- Terezie Kateřina Anna (1798–1799) – zemřela na neštovice
- Václav Alex Jakub Prosper (1800–1863) – vyučil se knihkupcem a papírníkem ve firmě Franze Zimmera v Karlově ulici čp. 147/I na Starém městě v Praze; nedaleko něj si v Havelské ulici 7 (čp. 509/I) otevřel vlastní vydavatelství hudebnin a papírnictví; 30. listopadu 1839 se u sv. Havla oženil s dcerou svého mistra, Terezií Zimmerovou (1807–1848),[19] manželství zůstalo bezdětné.
- Anna Terezie (1802–1803) – „zemřela na chřadnutí, ježto dostala skrze neopatrnost chůvy“
- Filipa Anna Terezie (1803–1860) – provdala za Františka Burdu, správce arcibiskupského velkostatku v Novém Rychnově, obě jejich děti zemřely v dětském věku
- Marie Rozálie Anna (1805–1879) – roku 1829 se vdala za Pavla Schwinga, revírníka v hraběcích službách v Panenských Břežanech, a měla s ním osm dětí
- František Jakub Januar (1807) – zemřel v den svého narození
- Klementa Anna (1808–asi 1880) – roku 1834 se provdala za bratra Pavla Schwinga Matěje, také lesníka v hraběcích službách v Panenských Břežanech, měla s ním čtyři děti
- Jakub Jan Filip (1810–?) – není mnoho známo, měl být hospodářským úředníkem a zemřel v mužném věku
- Anna (1813) – kvůli nešťastnému pádu matky se narodila již mrtvá

## Dílo (výběr)
Roky vzniku některých skladeb jsou pravděpodobné.

### Pastorální mše
- Česká mše vánoční, (Hej mistře) in A-dur, 1796
- Missa pastoralis in C in Nativitate Domini in nocte
- Missa pastoralis in D-dur, 1784
- Missa pastoralis in D-dur, 1788

### Slavnostní mše
- Missa solemnis in D-dur, 1786
- Missa solemnis in Es-dur, 1797
- Missa solemnis in d-moll, 1805
- Te Deum laudamus, 1788

### Oratoria
- Stabat mater, 1805

### Koncerty
- Pro housle a orchestr F-dur, 1784
- Pro housle a orchestr d-moll, 1801
- Pro violoncello a orchestr in C-dur, 1800
- Varhanní koncert, 1785
- Pro lesní roh a orchestr in Dis

### Komorní hudba
- Smyčcový kvartet č. 1 a-moll, 1801
- Smyčcový kvartet č. 2 d-moll, 1801
- Flétnový kvartet F-dur, 1811
- Flétnový kvartet C-dur, 1811
- Sonáta pro violu a violoncello, 1800

### Zpěvohra
- Das Denkmal in Arkadien

### Kantáty
- Oktáv aneb osmidenní pobožnost k sv. Janu, 1803
- Chvalozpěv k sv. Janu Nepomuckému, 1803

### Pastorely
- Rozmilý slavíčku, 1804
- Z růže vzkvetla lilie
- Milí synáčkové
- Pastýři, vstávejte, k Betlému chvátejte hned, 1788
- Sláva budiž Bohu

### Písňové cykly
- Dvanáct českých písní, 1797
- Nové české písně, 1802

Ryba byl autorem přibližně 1500 kompozic různého rozsahu a nejrůznějších forem, z nichž dalekosáhle převažovala duchovní hudba (součást katolické liturgie, na latinské, v malé míře také na české texty). Z tohoto předpokládaného počtu se jich dochovala jen část. Stylově vychází Rybova ranější tvorba z principů raného klasicismu s převahou homofonie. V průběhu času však klasicizující zaměření Rybovy hudby dále vyzrává a ve skladbách napsaných po roce 1800 se místy přibližuje až raně romantickému hudebnímu jazyku. Rybovi patří primát v kompozici umělé světské písně s klavírním doprovodem na české texty (12 českých písní, vyd. Praha 1800). Z mimoliturgické hudby je potřeba uvést několik orchestrálních kompozic (symfonie, kasace), komorní hudba (zejména smyčcových kvartetů), koncertů pro sólový nástroj s orchestrálním doprovodem a české písně a kantáty. Pozoruhodnou úroveň má hudba pro varhany (rukopisný sborník Novae et liberae cogitationes, 1798).
V mnoha ohledech sloužilo Rybovi jako inspirace dílo jeho současníka, W. A. Mozarta. Začátek jeho Chvalozpěvu k sv. Janu Nepomuckému z roku 1803 je doslovnou citací začátku o dvacet let starší Mozartovy symfonie č. 35 zvané Haffnerova.

## Rybův odkaz

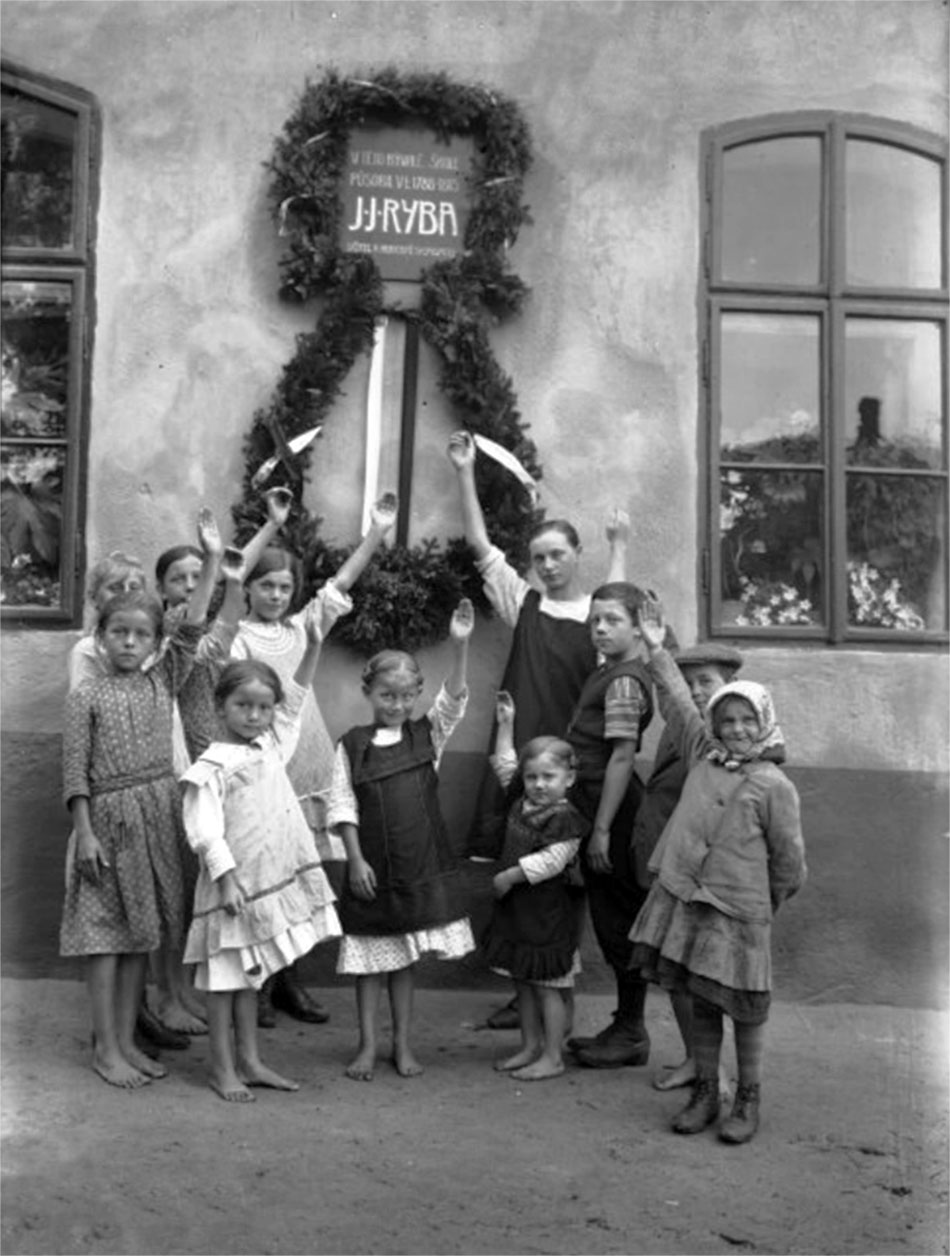
Rybova pamětní deska, kterou nechal osadit Literární spolek v Rožmitále (1888)

Ve zdivu kostelního kůru v kostele sv. Jana Nepomuckého na náměstí v Rožmitále pod Třemšínem se nachází deska osazená roku 1852 s výrokem Jakuba Jana Ryby: Abys byl lepším, pozoruj denně tvé činny a zkoumej je!
Dne 9. listopadu 1888 nechal rožmitálský Literární kruh pod vedením Adolfa Růžičky na hrobě Jakuba Jana Ryby ve Starém Rožmitále vztyčit pomník. Stejný spolek osadil i Rybovu pamětní desku v průčelí domu, kde stávala obecní škola v Rožmitále.
Podle Jakuba Jana Ryby byla pojmenována základní škola v Rožmitále pod Třemšínem. Jeho jméno zde nese i základní umělecká škola a byla po něm zde pojmenována i ulice Rybova. Od 80. let byla Rybovi věnována stálá expozice v Brdském památníku, která byla v roce 2010 přesunuta do Podbrdského muzea. Nachází se zde např. soubor Rybových školních deníků.
V roce 1992 vznikla televizní adaptace divadelní hry o životě Jakuba Jana Ryby a vzniku České mše vánoční s názvem Noc pastýřů. Roli Jakuba Jana Ryby ztvárnil Josef Abrhám a Annu Rybovou si zahrála Dagmar Havlová. Natáčelo se v Rožmitále pod Třemšínem a na zámku Dobříš.

### Společnost Jakuba Jana Ryby
V Rožmitále pod Třemšínem v roce 1990 byla založena na popud místního historika Jindřicha Háska Společnost Jakuba Jana Ryby. Jejím cílem je „popularizovat dílo tohoto vynikajícího českého učitele, hudebního skladatele a národního buditele“. Mezi významné členy společnosti jsou nebo byli: PhDr. Jiří Berkovec, hudební vědec a skladatel, Msgre PhDr. Miloslav kardinál Vlk, arcibiskup pražský a primas český, čestný občan města Rožmitálu pod Třemšínem a bývalý starorožmitálský farář, Otakar Brousek st., herec, paní Alena Novotná – prapravnučka J. J. Ryby, paní Ivana Krchovová a Danuše Pelikánová – praprapravnučky J. J. Ryby a Jakub Jan Kühnel – prapraprapravnuk J. J. Ryby. Společnost Jakuba Jana Ryby a Rybův odkaz udržuje a studuje již po tři generace rodina Hoyerových z Rožmitálu – Ivan Hoyer, Hubert Hoyer a Ivana Hoyerová.
Od roku 2018 je pořádán Festival Jakuba Jana Ryby.

## Fiktivní portréty
Skutečná podoba Jakuba Jana Ryby není známa. Často zveřejňovaný portrét (viz infobox) je dílem Gustava Ptáka, který ho vytvořil v roce 1895 pro Národopisnou výstavu. Tam byla součástí galerii podobizen starých kantorů ve školském pavilonu.
Zmínku o autorovi tohoto fiktivního portrétu se v databázích výtvarných děl a umělců ani v dobovém tisku nepodařilo najít – nejspíš se nejednalo o profesionálního výtvarníka. Mohl jím však být prozatímní podučitel ve Vršovicích Augustin Pták. (1871–1899) Ten je jediným dohledaným obyvatelem Prahy dané doby a shodného jména i příjmení.
Dne 15. října 2015 vydala Česká pošta příležitostnou poštovní známku s jiným Rybovým zobrazením. Předlohou byl portrét dr. Josefa Arnošta Ryby (nejstaršího syna Jakuba Jana Ryby) od Václava Mánesa. Autorkou výtvarného návrhu byla Eva Hašková. Mezi znalci života a díla Jakuba Jana Ryby vyvolalo toto zobrazení nesouhlas.